# Élections américaines de la Chambre des représentants de 2020
Les élections américaines de la Chambre des représentants ont lieu le 3 novembre 2020 afin de renouveler l'ensemble des 435 membres de la Chambre des représentants, la chambre basse du Congrès des États-Unis.
Ce même jour, l'Election Day, différentes élections fédérales, d'État et locales se tiennent également dont l'élection présidentielle et les élections sénatoriales.
Les élections sont remportées par le Parti démocrate qui, malgré un léger recul, conserve la majorité absolue à la chambre.

## Contexte
Lors des précédentes élections de novembre 2018 organisées à la mi-mandat de celui du président Donald Trump, les démocrates font basculer 41 sièges et reprennent le contrôle de la Chambre des représentants après huit années passées dans l'opposition.

### Élus sortants non candidats

Carte des circonscriptions selon le statut du sortant.
Démocrate sortant candidat
Démocrate ne se représentant pas
Républicain sortant candidat
Républicain ne se représentant pas
Libertarien ne se représentant pas

Durant l'été 2019, de nombreux élus républicains annoncent qu'ils ne seront pas candidats à un nouveau mandat. Parmi eux, se trouve Susan Brooks, pourtant chargée du recrutement pour les prochaines élections. Bien que les élus citent souvent des raisons familiales, la presse explique ces retraits par la perte d'influence des républicains au sein de la Chambre ainsi que le peu d'espoir en vue des prochaines élections. En effet, près des deux tiers des représentants républicains n'avaient jamais siégé dans l'opposition. Selon David Wasserman du Cook Political Report, « c'est le reflet du pessimisme des républicains à propos de la reconquête de la majorité en 2020 ».
Certains élus évoquent leurs difficultés avec le style du président Trump, candidat à sa réélection, lassés de devoir justifier quotidiennement les tweets du président. D'autres commentateurs mentionnent la limitation à trois mandats à la tête des commissions parlementaires — règle au sein du caucus républicain — comme une autre explication, Mike Conaway et Rob Bishop arrivant par exemple à la fin de leur mandat,. En Caroline du Nord, la justice annule le gerrymandering républicain transformant ainsi les circonscriptions de Mark Walker et George Holding en fiefs démocrates ; les deux élus se retirent alors.
Bien que ces retraits se produisent souvent dans des circonscriptions conservatrices imperdables, certains donnent des opportunités aux démocrates comme les retraits de Will Hurd et Pete Olson au Texas.

## Système électoral

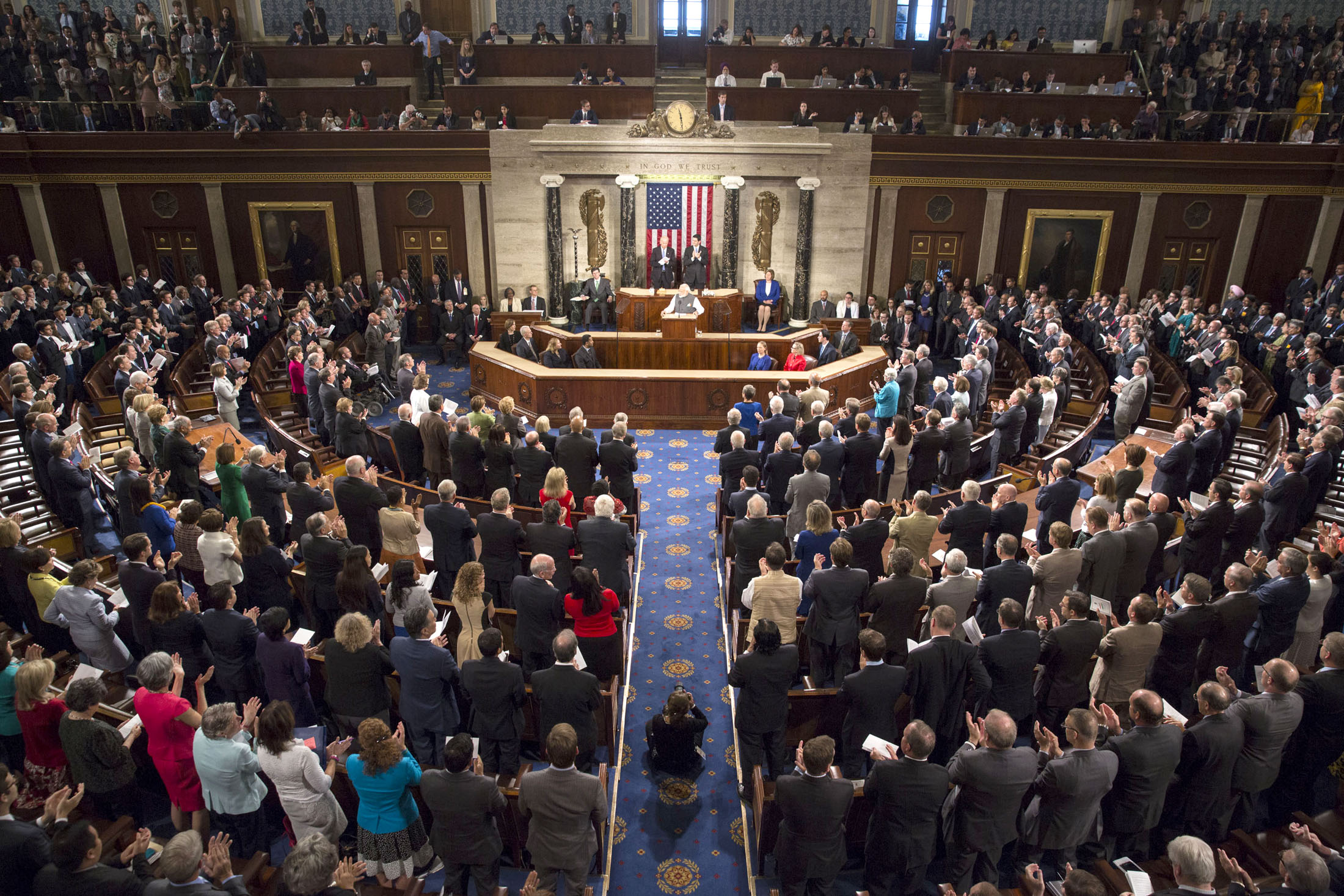
Intérieur de la Chambre à Washington.

La Chambre des représentants des États-Unis est la chambre basse de son parlement bicaméral. Elle est composée de 435 sièges pourvus pour deux ans dont 413 au scrutin uninominal majoritaire à un tour, 20 au scrutin uninominal majoritaire à deux tours et deux au vote à second tour instantané dans autant de circonscriptions.
À ces 435 représentants s'ajoutent six délégués : un pour chacun des six territoires non incorporés. Ceux ci ne disposant pas du droit de vote, ils ne sont traditionnellement pas inclus dans le total. Tous les six sont élus pour deux ans au scrutin majoritaire à un tour, à l'exception de celui de Guam, élu en deux tours, et de celui de Porto Rico, qui est le seul membre de la chambre élu pour quatre ans.
Les candidats à la Chambre des représentants doivent être âgés d'au moins vingt cinq ans, avoir la citoyenneté américaine depuis au moins sept ans, et résider dans l'état où ils se présentent.

## Résultats

### Nationaux
Le décompte des sièges ci-dessous effectue une comparaison de scrutin national à scrutin national pour garder la cohérence de la comparaison en termes de suffrages, les précédentes élections ayant eu lieu en 2018. Entre-temps, cinq sièges sont devenus vacants, dont cinq démocrates et deux républicains, tandis qu'un républicain a changé son affiliation en faveur du parti libertarien.
|                          |                          |             |       |               |        |               |  |  |  |
| Parti                    | Parti                    | Voix        | %     | +/-           | Sièges | +/-           |  |  |  |
|                          | Parti démocrate          | 77 122 690  | 50,26 | 3,1           | 222    | 13            |  |  |  |
|                          | Parti républicain        | 72 466 576  | 47,23 | 2,2           | 213    | 13            |  |  |  |
|                          | Parti libertarien        | 1 100 639   | 0,72  | en stagnation | 0      | en stagnation |  |  |  |
|                          | Parti vert               | 90 121      | 0,06  | 0,1           | 0      | en stagnation |  |  |  |
|                          | Parti de la Constitution | 77 848      | 0,05  | en stagnation | 0      | en stagnation |  |  |  |
|                          | Autres partis            | 1 982 993   | 1,29  | 1,1           | 0      | en stagnation |  |  |  |
|                          | Indépendants             | 431 984     | 0,28  | 0,2           | 0      | en stagnation |  |  |  |
|                          | Candidat par écrit       | 158 554     | 0,10  | en stagnation | 0      | en stagnation |  |  |  |
|                          |                          |             |       |               |        |               |  |  |  |
| Votes valides            | Votes valides            | 153 431 405 | 96,05 |               |        |               |  |  |  |
| Votes blancs et nuls     | Votes blancs et nuls     | 6 306 932   | 3,95  |               |        |               |  |  |  |
| Total                    | Total                    | 159 738 337 | 100   | -             | 435    | en stagnation |  |  |  |
| Abstentions              | Abstentions              | 79 508 845  | 33,23 |               |        |               |  |  |  |
| Inscrits / participation | Inscrits / participation | 239 247 182 | 66,77 |               |        |               |  |  |  |

### Par district
| État                 | District cong.  | Représentant sortant     | Parti | Parti       | Représentant élu         | Parti | Parti       |
| -------------------- | --------------- | ------------------------ | ----- | ----------- | ------------------------ | ----- | ----------- |
| Alabama              | 1er district    | Bradley Byrne            |       | Républicain | Jerry Carl               |       | Républicain |
| Alabama              | 2e district     | Martha Roby              |       | Républicain | Barry Moore              |       | Républicain |
| Alabama              | 3e district     | Mike Rogers              |       | Républicain | Mike Rogers              |       | Républicain |
| Alabama              | 4e district     | Robert Aderholt          |       | Républicain | Robert Aderholt          |       | Républicain |
| Alabama              | 5e district     | Mo Brooks                |       | Républicain | Mo Brooks                |       | Républicain |
| Alabama              | 6e district     | Gary Palmer              |       | Républicain | Gary Palmer              |       | Républicain |
| Alabama              | 7e district     | Terri Sewell             |       | Démocrate   | Terri Sewell             |       | Démocrate   |
| Alaska               | District unique | Don Young                |       | Républicain | Don Young                |       | Républicain |
| Arizona              | 1er district    | Tom O'Halleran           |       | Démocrate   | Tom O'Halleran           |       | Démocrate   |
| Arizona              | 2e district     | Ann Kirkpatrick          |       | Démocrate   | Ann Kirkpatrick          |       | Démocrate   |
| Arizona              | 3e district     | Raúl Grijalva            |       | Démocrate   | Raúl Grijalva            |       | Démocrate   |
| Arizona              | 4e district     | Paul Gosar               |       | Républicain | Paul Gosar               |       | Républicain |
| Arizona              | 5e district     | Andy Biggs               |       | Républicain | Andy Biggs               |       | Républicain |
| Arizona              | 6e district     | David Schweikert         |       | Républicain | David Schweikert         |       | Républicain |
| Arizona              | 7e district     | Ruben Gallego            |       | Démocrate   | Ruben Gallego            |       | Démocrate   |
| Arizona              | 8e district     | Debbie Lesko             |       | Républicain | Debbie Lesko             |       | Républicain |
| Arizona              | 9e district     | Greg Stanton             |       | Démocrate   | Greg Stanton             |       | Démocrate   |
| Arkansas             | 1er district    | Rick Crawford            |       | Républicain | Rick Crawford            |       | Républicain |
| Arkansas             | 2e district     | French Hill              |       | Républicain | French Hill              |       | Républicain |
| Arkansas             | 3e district     | Steve Womack             |       | Républicain | Steve Womack             |       | Républicain |
| Arkansas             | 4e district     | Bruce Westerman          |       | Républicain | Bruce Westerman          |       | Républicain |
| Californie           | 1er district    | Doug LaMalfa             |       | Républicain | Doug LaMalfa             |       | Républicain |
| Californie           | 2e district     | Jared Huffman            |       | Démocrate   | Jared Huffman            |       | Démocrate   |
| Californie           | 3e district     | John Garamendi           |       | Démocrate   | John Garamendi           |       | Démocrate   |
| Californie           | 4e district     | Tom McClintock           |       | Républicain | Tom McClintock           |       | Républicain |
| Californie           | 5e district     | Mike Thompson            |       | Démocrate   | Mike Thompson            |       | Démocrate   |
| Californie           | 6e district     | Doris Matsui             |       | Démocrate   | Doris Matsui             |       | Démocrate   |
| Californie           | 7e district     | Ami Bera                 |       | Démocrate   | Ami Bera                 |       | Démocrate   |
| Californie           | 8e district     | Paul Cook                |       | Républicain | Jay Obernolte            |       | Républicain |
| Californie           | 9e district     | Jerry McNerney           |       | Démocrate   | Jerry McNerney           |       | Démocrate   |
| Californie           | 10e district    | Josh Harder              |       | Démocrate   | Josh Harder              |       | Démocrate   |
| Californie           | 11e district    | Mark DeSaulnier          |       | Démocrate   | Mark DeSaulnier          |       | Démocrate   |
| Californie           | 12e district    | Nancy Pelosi             |       | Démocrate   | Nancy Pelosi             |       | Démocrate   |
| Californie           | 13e district    | Barbara Lee              |       | Démocrate   | Barbara Lee              |       | Démocrate   |
| Californie           | 14e district    | Jackie Speier            |       | Démocrate   | Jackie Speier            |       | Démocrate   |
| Californie           | 15e district    | Eric Swalwell            |       | Démocrate   | Eric Swalwell            |       | Démocrate   |
| Californie           | 16e district    | Jim Costa                |       | Démocrate   | Jim Costa                |       | Démocrate   |
| Californie           | 17e district    | Ro Khanna                |       | Démocrate   | Ro Khanna                |       | Démocrate   |
| Californie           | 18e district    | Anna Eshoo               |       | Démocrate   | Anna Eshoo               |       | Démocrate   |
| Californie           | 19e district    | Zoe Lofgren              |       | Démocrate   | Zoe Lofgren              |       | Démocrate   |
| Californie           | 20e district    | Jimmy Panetta            |       | Démocrate   | Jimmy Panetta            |       | Démocrate   |
| Californie           | 21e district    | TJ Cox                   |       | Démocrate   | David Valadao            |       | Républicain |
| Californie           | 22e district    | Devin Nunes              |       | Républicain | Devin Nunes              |       | Républicain |
| Californie           | 23e district    | Kevin McCarthy           |       | Républicain | Kevin McCarthy           |       | Républicain |
| Californie           | 24e district    | Salud Carbajal           |       | Démocrate   | Salud Carbajal           |       | Démocrate   |
| Californie           | 25e district    | Mike Garcia              |       | Républicain | Mike Garcia              |       | Républicain |
| Californie           | 26e district    | Julia Brownley           |       | Démocrate   | Julia Brownley           |       | Démocrate   |
| Californie           | 27e district    | Judy Chu                 |       | Démocrate   | Judy Chu                 |       | Démocrate   |
| Californie           | 28e district    | Adam Schiff              |       | Démocrate   | Adam Schiff              |       | Démocrate   |
| Californie           | 29e district    | Tony Cárdenas            |       | Démocrate   | Tony Cárdenas            |       | Démocrate   |
| Californie           | 30e district    | Brad Sherman             |       | Démocrate   | Brad Sherman             |       | Démocrate   |
| Californie           | 31e district    | Pete Aguilar             |       | Démocrate   | Pete Aguilar             |       | Démocrate   |
| Californie           | 32e district    | Grace Napolitano         |       | Démocrate   | Grace Napolitano         |       | Démocrate   |
| Californie           | 33e district    | Ted Lieu                 |       | Démocrate   | Ted Lieu                 |       | Démocrate   |
| Californie           | 34e district    | Jimmy Gomez              |       | Démocrate   | Jimmy Gomez              |       | Démocrate   |
| Californie           | 35e district    | Norma Torres             |       | Démocrate   | Norma Torres             |       | Démocrate   |
| Californie           | 36e district    | Raul Ruiz                |       | Démocrate   | Raul Ruiz                |       | Démocrate   |
| Californie           | 37e district    | Karen Bass               |       | Démocrate   | Karen Bass               |       | Démocrate   |
| Californie           | 38e district    | Linda Sánchez            |       | Démocrate   | Linda Sánchez            |       | Démocrate   |
| Californie           | 39e district    | Gil Cisneros             |       | Démocrate   | Young Kim                |       | Républicain |
| Californie           | 40e district    | Lucille Roybal-Allard    |       | Démocrate   | Lucille Roybal-Allard    |       | Démocrate   |
| Californie           | 41e district    | Mark Takano              |       | Démocrate   | Mark Takano              |       | Démocrate   |
| Californie           | 42e district    | Ken Calvert              |       | Républicain | Ken Calvert              |       | Républicain |
| Californie           | 43e district    | Maxine Waters            |       | Démocrate   | Maxine Waters            |       | Démocrate   |
| Californie           | 44e district    | Nanette Barragán         |       | Démocrate   | Nanette Barragán         |       | Démocrate   |
| Californie           | 45e district    | Katie Porter             |       | Démocrate   | Katie Porter             |       | Démocrate   |
| Californie           | 46e district    | Lou Correa               |       | Démocrate   | Lou Correa               |       | Démocrate   |
| Californie           | 47e district    | Alan Lowenthal           |       | Démocrate   | Alan Lowenthal           |       | Démocrate   |
| Californie           | 48e district    | Harley Rouda             |       | Démocrate   | Michelle Steel           |       | Républicain |
| Californie           | 49e district    | Mike Levin               |       | Démocrate   | Mike Levin               |       | Démocrate   |
| Californie           | 50e district    | Duncan D. Hunter         |       | Républicain | Darrell Issa             |       | Républicain |
| Californie           | 51e district    | Juan Vargas              |       | Démocrate   | Juan Vargas              |       | Démocrate   |
| Californie           | 52e district    | Scott Peters             |       | Démocrate   | Scott Peters             |       | Démocrate   |
| Californie           | 53e district    | Susan Davis              |       | Démocrate   | Sara Jacobs              |       | Démocrate   |
| Caroline du Nord     | 1er district    | G. K. Butterfield        |       | Démocrate   | G. K. Butterfield        |       | Démocrate   |
| Caroline du Nord     | 2e district     | George Holding           |       | Républicain | Deborah K. Ross          |       | Démocrate   |
| Caroline du Nord     | 3e district     | Greg Murphy              |       | Républicain | Greg Murphy              |       | Républicain |
| Caroline du Nord     | 4e district     | David Price              |       | Démocrate   | David Price              |       | Démocrate   |
| Caroline du Nord     | 5e district     | Virginia Foxx            |       | Républicain | Virginia Foxx            |       | Républicain |
| Caroline du Nord     | 6e district     | Mark Walker              |       | Républicain | Kathy Manning            |       | Démocrate   |
| Caroline du Nord     | 7e district     | David Rouzer             |       | Républicain | David Rouzer             |       | Républicain |
| Caroline du Nord     | 8e district     | Richard Hudson           |       | Républicain | Richard Hudson           |       | Républicain |
| Caroline du Nord     | 9e district     | Dan Bishop               |       | Républicain | Dan Bishop               |       | Républicain |
| Caroline du Nord     | 10e district    | Patrick McHenry          |       | Républicain | Patrick McHenry          |       | Républicain |
| Caroline du Nord     | 11e district    | Mark Meadows             |       | Républicain | Madison Cawthorn         |       | Républicain |
| Caroline du Nord     | 12e district    | Alma Adams               |       | Démocrate   | Alma Adams               |       | Démocrate   |
| Caroline du Nord     | 13e district    | Ted Budd                 |       | Républicain | Ted Budd                 |       | Républicain |
| Caroline du Sud      | 1er district    | Joe Cunningham           |       | Démocrate   | Nancy Mace               |       | Républicain |
| Caroline du Sud      | 2e district     | Joe Wilson               |       | Républicain | Joe Wilson               |       | Républicain |
| Caroline du Sud      | 3e district     | Jeff Duncan              |       | Républicain | Jeff Duncan              |       | Républicain |
| Caroline du Sud      | 4e district     | William Timmons          |       | Républicain | William Timmons          |       | Républicain |
| Caroline du Sud      | 5e district     | Ralph Norman             |       | Républicain | Ralph Norman             |       | Républicain |
| Caroline du Sud      | 6e district     | Jim Clyburn              |       | Démocrate   | Jim Clyburn              |       | Démocrate   |
| Caroline du Sud      | 7e district     | Tom Rice                 |       | Républicain | Tom Rice                 |       | Républicain |
| Colorado             | 1er district    | Diana DeGette            |       | Démocrate   | Diana DeGette            |       | Démocrate   |
| Colorado             | 2e district     | Joe Neguse               |       | Démocrate   | Joe Neguse               |       | Démocrate   |
| Colorado             | 3e district     | Scott Tipton             |       | Républicain | Lauren Boebert           |       | Républicain |
| Colorado             | 4e district     | Ken Buck                 |       | Républicain | Ken Buck                 |       | Républicain |
| Colorado             | 5e district     | Doug Lamborn             |       | Républicain | Doug Lamborn             |       | Républicain |
| Colorado             | 6e district     | Jason Crow               |       | Démocrate   | Jason Crow               |       | Démocrate   |
| Colorado             | 7e district     | Ed Perlmutter            |       | Démocrate   | Ed Perlmutter            |       | Démocrate   |
| Connecticut          | 1er district    | John Larson              |       | Démocrate   | John Larson              |       | Démocrate   |
| Connecticut          | 2e district     | Joe Courtney             |       | Démocrate   | Joe Courtney             |       | Démocrate   |
| Connecticut          | 3e district     | Rosa DeLauro             |       | Démocrate   | Rosa DeLauro             |       | Démocrate   |
| Connecticut          | 4e district     | Jim Himes                |       | Démocrate   | Jim Himes                |       | Démocrate   |
| Connecticut          | 5e district     | Jahana Hayes             |       | Démocrate   | Jahana Hayes             |       | Démocrate   |
| Dakota du Nord       | District unique | Kelly Armstrong          |       | Républicain | Kelly Armstrong          |       | Républicain |
| Dakota du Sud        | District unique | Dusty Johnson            |       | Républicain | Dusty Johnson            |       | Républicain |
| Delaware             | District unique | Lisa Blunt Rochester     |       | Démocrate   | Lisa Blunt Rochester     |       | Démocrate   |
| Floride              | 1er district    | Matt Gaetz               |       | Républicain | Matt Gaetz               |       | Républicain |
| Floride              | 2e district     | Neal Dunn                |       | Républicain | Neal Dunn                |       | Républicain |
| Floride              | 3e district     | Ted Yoho                 |       | Républicain | Kat Cammack              |       | Républicain |
| Floride              | 4e district     | John Rutherford          |       | Républicain | John Rutherford          |       | Républicain |
| Floride              | 5e district     | Al Lawson                |       | Démocrate   | Al Lawson                |       | Démocrate   |
| Floride              | 6e district     | Michael Waltz            |       | Républicain | Michael Waltz            |       | Républicain |
| Floride              | 7e district     | Stephanie Murphy         |       | Démocrate   | Stephanie Murphy         |       | Démocrate   |
| Floride              | 8e district     | Bill Posey               |       | Républicain | Bill Posey               |       | Républicain |
| Floride              | 9e district     | Darren Soto              |       | Démocrate   | Darren Soto              |       | Démocrate   |
| Floride              | 10e district    | Val Demings              |       | Démocrate   | Val Demings              |       | Démocrate   |
| Floride              | 11e district    | Dan Webster              |       | Républicain | Dan Webster              |       | Républicain |
| Floride              | 12e district    | Gus Bilirakis            |       | Républicain | Gus Bilirakis            |       | Républicain |
| Floride              | 13e district    | Charlie Crist            |       | Démocrate   | Charlie Crist            |       | Démocrate   |
| Floride              | 14e district    | Kathy Castor             |       | Démocrate   | Kathy Castor             |       | Démocrate   |
| Floride              | 15e district    | Ross Spano               |       | Républicain | Scott Franklin           |       | Républicain |
| Floride              | 16e district    | Vern Buchanan            |       | Républicain | Vern Buchanan            |       | Républicain |
| Floride              | 17e district    | Greg Steube              |       | Républicain | Greg Steube              |       | Républicain |
| Floride              | 18e district    | Brian Mast               |       | Républicain | Brian Mast               |       | Républicain |
| Floride              | 19e district    | Francis Rooney           |       | Républicain | Byron Donalds            |       | Républicain |
| Floride              | 20e district    | Alcee Hastings           |       | Démocrate   | Alcee Hastings           |       | Démocrate   |
| Floride              | 21e district    | Lois Frankel             |       | Démocrate   | Lois Frankel             |       | Démocrate   |
| Floride              | 22e district    | Ted Deutch               |       | Démocrate   | Ted Deutch               |       | Démocrate   |
| Floride              | 23e district    | Debbie Wasserman Schultz |       | Démocrate   | Debbie Wasserman Schultz |       | Démocrate   |
| Floride              | 24e district    | Frederica Wilson         |       | Démocrate   | Frederica Wilson         |       | Démocrate   |
| Floride              | 25e district    | Mario Díaz-Balart        |       | Républicain | Mario Díaz-Balart        |       | Républicain |
| Floride              | 26e district    | Debbie Mucarsel-Powell   |       | Démocrate   | Carlos Giménez           |       | Républicain |
| Floride              | 27e district    | Donna Shalala            |       | Démocrate   | Maria Elvira Salazar     |       | Républicain |
| Géorgie              | 1er district    | Buddy Carter             |       | Républicain | Buddy Carter             |       | Républicain |
| Géorgie              | 2e district     | Sanford Bishop           |       | Démocrate   | Sanford Bishop           |       | Démocrate   |
| Géorgie              | 3e district     | Drew Ferguson            |       | Républicain | Drew Ferguson            |       | Républicain |
| Géorgie              | 4e district     | Hank Johnson             |       | Démocrate   | Hank Johnson             |       | Démocrate   |
| Géorgie              | 5e district     | John Lewis               |       | Démocrate   | Nikema Williams          |       | Démocrate   |
| Géorgie              | 6e district     | Lucy McBath              |       | Démocrate   | Lucy McBath              |       | Démocrate   |
| Géorgie              | 7e district     | Rob Woodall              |       | Républicain | Carolyn Bourdeaux        |       | Démocrate   |
| Géorgie              | 8e district     | Austin Scott             |       | Républicain | Austin Scott             |       | Républicain |
| Géorgie              | 9e district     | Doug Collins             |       | Républicain | Andrew Clyde             |       | Républicain |
| Géorgie              | 10e district    | Jody Hice                |       | Républicain | Jody Hice                |       | Républicain |
| Géorgie              | 11e district    | Barry Loudermilk         |       | Républicain | Barry Loudermilk         |       | Républicain |
| Géorgie              | 12e district    | Rick Allen               |       | Républicain | Rick Allen               |       | Républicain |
| Géorgie              | 13e district    | David Scott              |       | Démocrate   | David Scott              |       | Démocrate   |
| Géorgie              | 14e district    | Tom Graves               |       | Républicain | Marjorie Taylor Greene   |       | Républicain |
| Hawaï                | 1er district    | Ed Case                  |       | Démocrate   | Ed Case                  |       | Démocrate   |
| Hawaï                | 2e district     | Tulsi Gabbard            |       | Démocrate   | Kaiali'i Kahele          |       | Démocrate   |
| Idaho                | 1er district    | Russ Fulcher             |       | Républicain | Russ Fulcher             |       | Républicain |
| Idaho                | 2e district     | Mike Simpson             |       | Républicain | Mike Simpson             |       | Républicain |
| Illinois             | 1er district    | Bobby Rush               |       | Démocrate   | Bobby Rush               |       | Démocrate   |
| Illinois             | 2e district     | Robin Kelly              |       | Démocrate   | Robin Kelly              |       | Démocrate   |
| Illinois             | 3e district     | Dan Lipinski             |       | Démocrate   | Marie Newman             |       | Démocrate   |
| Illinois             | 4e district     | Chuy García              |       | Démocrate   | Chuy García              |       | Démocrate   |
| Illinois             | 5e district     | Michael Quigley          |       | Démocrate   | Michael Quigley          |       | Démocrate   |
| Illinois             | 6e district     | Sean Casten              |       | Démocrate   | Sean Casten              |       | Démocrate   |
| Illinois             | 7e district     | Danny Davis              |       | Démocrate   | Danny Davis              |       | Démocrate   |
| Illinois             | 8e district     | Raja Krishnamoorthi      |       | Démocrate   | Raja Krishnamoorthi      |       | Démocrate   |
| Illinois             | 9e district     | Jan Schakowsky           |       | Démocrate   | Jan Schakowsky           |       | Démocrate   |
| Illinois             | 10e district    | Brad Schneider           |       | Démocrate   | Brad Schneider           |       | Démocrate   |
| Illinois             | 11e district    | Bill Foster              |       | Démocrate   | Bill Foster              |       | Démocrate   |
| Illinois             | 12e district    | Mike Bost                |       | Républicain | Mike Bost                |       | Républicain |
| Illinois             | 13e district    | Rodney Davis             |       | Républicain | Rodney Davis             |       | Républicain |
| Illinois             | 14e district    | Lauren Underwood         |       | Démocrate   | Lauren Underwood         |       | Démocrate   |
| Illinois             | 15e district    | John Shimkus             |       | Républicain | Mary Miller              |       | Républicain |
| Illinois             | 16e district    | Adam Kinzinger           |       | Républicain | Adam Kinzinger           |       | Républicain |
| Illinois             | 17e district    | Cheri Bustos             |       | Démocrate   | Cheri Bustos             |       | Démocrate   |
| Illinois             | 18e district    | Darin LaHood             |       | Républicain | Darin LaHood             |       | Républicain |
| Indiana              | 1er district    | Pete Visclosky           |       | Démocrate   | Frank Mrvan              |       | Démocrate   |
| Indiana              | 2e district     | Jackie Walorski          |       | Républicain | Jackie Walorski          |       | Républicain |
| Indiana              | 3e district     | Jim Banks                |       | Républicain | Jim Banks                |       | Républicain |
| Indiana              | 4e district     | Jim Baird                |       | Républicain | Jim Baird                |       | Républicain |
| Indiana              | 5e district     | Susan Brooks             |       | Républicain | Victoria Spartz          |       | Républicain |
| Indiana              | 6e district     | Greg Pence               |       | Républicain | Greg Pence               |       | Républicain |
| Indiana              | 7e district     | André Carson             |       | Démocrate   | André Carson             |       | Démocrate   |
| Indiana              | 8e district     | Larry Bucshon            |       | Républicain | Larry Bucshon            |       | Républicain |
| Indiana              | 9e district     | Trey Hollingsworth       |       | Républicain | Trey Hollingsworth       |       | Républicain |
| Iowa                 | 1er district    | Abby Finkenauer          |       | Démocrate   | Ashley Hinson            |       | Républicain |
| Iowa                 | 2e district     | Dave Loebsack            |       | Démocrate   | Mariannette Miller-Meeks |       | Républicain |
| Iowa                 | 3e district     | Cindy Axne               |       | Démocrate   | Cindy Axne               |       | Démocrate   |
| Iowa                 | 4e district     | Steve King               |       | Républicain | Randy Feenstra           |       | Républicain |
| Kansas               | 1er district    | Roger Marshall           |       | Républicain | Tracey Mann              |       | Républicain |
| Kansas               | 2e district     | Steve Watkins            |       | Républicain | Jake LaTurner            |       | Républicain |
| Kansas               | 3e district     | Sharice Davids           |       | Démocrate   | Sharice Davids           |       | Démocrate   |
| Kansas               | 4e district     | Ron Estes                |       | Républicain | Ron Estes                |       | Républicain |
| Kentucky             | 1er district    | James Comer              |       | Républicain | James Comer              |       | Républicain |
| Kentucky             | 2e district     | Brett Guthrie            |       | Républicain | Brett Guthrie            |       | Républicain |
| Kentucky             | 3e district     | John Yarmuth             |       | Démocrate   | John Yarmuth             |       | Démocrate   |
| Kentucky             | 4e district     | Thomas Massie            |       | Républicain | Thomas Massie            |       | Républicain |
| Kentucky             | 5e district     | Hal Rogers               |       | Républicain | Hal Rogers               |       | Républicain |
| Kentucky             | 6e district     | Andy Barr                |       | Républicain | Andy Barr                |       | Républicain |
| Louisiane            | 1er district    | Steve Scalise            |       | Républicain | Steve Scalise            |       | Républicain |
| Louisiane            | 2e district     | Cedric Richmond          |       | Démocrate   | Cedric Richmond          |       | Démocrate   |
| Louisiane            | 3e district     | Clay Higgins             |       | Républicain | Clay Higgins             |       | Républicain |
| Louisiane            | 4e district     | Mike Johnson             |       | Républicain | Mike Johnson             |       | Républicain |
| Louisiane            | 5e district     | Ralph Abraham            |       | Républicain | Luke Letlow              |       | Républicain |
| Louisiane            | 6e district     | Garret Graves            |       | Républicain | Garret Graves            |       | Républicain |
| Maine                | 1er district    | Chellie Pingree          |       | Démocrate   | Chellie Pingree          |       | Démocrate   |
| Maine                | 2e district     | Jared Golden             |       | Démocrate   | Jared Golden             |       | Démocrate   |
| Maryland             | 1er district    | Andrew Harris            |       | Républicain | Andrew Harris            |       | Républicain |
| Maryland             | 2e district     | Dutch Ruppersberger      |       | Démocrate   | Dutch Ruppersberger      |       | Démocrate   |
| Maryland             | 3e district     | John Sarbanes            |       | Démocrate   | John Sarbanes            |       | Démocrate   |
| Maryland             | 4e district     | Anthony G. Brown         |       | Démocrate   | Anthony G. Brown         |       | Démocrate   |
| Maryland             | 5e district     | Steny Hoyer              |       | Démocrate   | Steny Hoyer              |       | Démocrate   |
| Maryland             | 6e district     | David Trone              |       | Démocrate   | David Trone              |       | Démocrate   |
| Maryland             | 7e district     | Kweisi Mfume             |       | Démocrate   | Kweisi Mfume             |       | Démocrate   |
| Maryland             | 8e district     | Jamie Raskin             |       | Démocrate   | Jamie Raskin             |       | Démocrate   |
| Massachusetts        | 1er district    | Richard Neal             |       | Démocrate   | Richard Neal             |       | Démocrate   |
| Massachusetts        | 2e district     | Jim McGovern             |       | Démocrate   | Jim McGovern             |       | Démocrate   |
| Massachusetts        | 3e district     | Lori Trahan              |       | Démocrate   | Lori Trahan              |       | Démocrate   |
| Massachusetts        | 4e district     | Joseph Kennedy           |       | Démocrate   | Jake Auchincloss         |       | Démocrate   |
| Massachusetts        | 5e district     | Katherine Clark          |       | Démocrate   | Katherine Clark          |       | Démocrate   |
| Massachusetts        | 6e district     | Seth Moulton             |       | Démocrate   | Seth Moulton             |       | Démocrate   |
| Massachusetts        | 7e district     | Ayanna Pressley          |       | Démocrate   | Ayanna Pressley          |       | Démocrate   |
| Massachusetts        | 8e district     | Stephen Lynch            |       | Démocrate   | Stephen Lynch            |       | Démocrate   |
| Massachusetts        | 9e district     | Bill Keating             |       | Démocrate   | Bill Keating             |       | Démocrate   |
| Michigan             | 1er district    | Jack Bergman             |       | Républicain | Jack Bergman             |       | Républicain |
| Michigan             | 2e district     | Bill Huizenga            |       | Républicain | Bill Huizenga            |       | Républicain |
| Michigan             | 3e district     | Justin Amash ,           |       | Libertarien | Peter Meijer             |       | Républicain |
| Michigan             | 4e district     | John Moolenaar           |       | Républicain | John Moolenaar           |       | Républicain |
| Michigan             | 5e district     | Dan Kildee               |       | Démocrate   | Dan Kildee               |       | Démocrate   |
| Michigan             | 6e district     | Fred Upton               |       | Républicain | Fred Upton               |       | Républicain |
| Michigan             | 7e district     | Tim Walberg              |       | Républicain | Tim Walberg              |       | Républicain |
| Michigan             | 8e district     | Elissa Slotkin           |       | Démocrate   | Elissa Slotkin           |       | Démocrate   |
| Michigan             | 9e district     | Andy Levin               |       | Démocrate   | Andy Levin               |       | Démocrate   |
| Michigan             | 10e district    | Paul Mitchell            |       | Républicain | Lisa McClain             |       | Républicain |
| Michigan             | 11e district    | Haley Stevens            |       | Démocrate   | Haley Stevens            |       | Démocrate   |
| Michigan             | 12e district    | Debbie Dingell           |       | Démocrate   | Debbie Dingell           |       | Démocrate   |
| Michigan             | 13e district    | Rashida Tlaib            |       | Démocrate   | Rashida Tlaib            |       | Démocrate   |
| Michigan             | 14e district    | Brenda Lawrence          |       | Démocrate   | Brenda Lawrence          |       | Démocrate   |
| Minnesota            | 1er district    | Jim Hagedorn             |       | Républicain | Jim Hagedorn             |       | Républicain |
| Minnesota            | 2e district     | Angie Craig              |       | Démocrate   | Angie Craig              |       | Démocrate   |
| Minnesota            | 3e district     | Dean Phillips            |       | Démocrate   | Dean Phillips            |       | Démocrate   |
| Minnesota            | 4e district     | Betty McCollum           |       | Démocrate   | Betty McCollum           |       | Démocrate   |
| Minnesota            | 5e district     | Ilhan Omar               |       | Démocrate   | Ilhan Omar               |       | Démocrate   |
| Minnesota            | 6e district     | Tom Emmer                |       | Républicain | Tom Emmer                |       | Républicain |
| Minnesota            | 7e district     | Collin Peterson          |       | Démocrate   | Michelle Fischbach       |       | Républicain |
| Minnesota            | 8e district     | Pete Stauber             |       | Républicain | Pete Stauber             |       | Républicain |
| Mississippi          | 1er district    | Trent Kelly              |       | Républicain | Trent Kelly              |       | Républicain |
| Mississippi          | 2e district     | Bennie Thompson          |       | Démocrate   | Bennie Thompson          |       | Démocrate   |
| Mississippi          | 3e district     | Michael Guest            |       | Républicain | Michael Guest            |       | Républicain |
| Mississippi          | 4e district     | Steven Palazzo           |       | Républicain | Steven Palazzo           |       | Républicain |
| Missouri             | 1er district    | Lacy Clay                |       | Démocrate   | Cori Bush                |       | Démocrate   |
| Missouri             | 2e district     | Ann Wagner               |       | Républicain | Ann Wagner               |       | Républicain |
| Missouri             | 3e district     | Blaine Luetkemeyer       |       | Républicain | Blaine Luetkemeyer       |       | Républicain |
| Missouri             | 4e district     | Vicky Hartzler           |       | Républicain | Vicky Hartzler           |       | Républicain |
| Missouri             | 5e district     | Emanuel Cleaver          |       | Démocrate   | Emanuel Cleaver          |       | Démocrate   |
| Missouri             | 6e district     | Sam Graves               |       | Républicain | Sam Graves               |       | Républicain |
| Missouri             | 7e district     | Billy Long               |       | Républicain | Billy Long               |       | Républicain |
| Missouri             | 8e district     | Jason Smith              |       | Républicain | Jason Smith              |       | Républicain |
| Montana              | District unique | Greg Gianforte           |       | Républicain | Matt Rosendale           |       | Républicain |
| Nebraska             | 1er district    | Jeff Fortenberry         |       | Républicain | Jeff Fortenberry         |       | Républicain |
| Nebraska             | 2e district     | Don Bacon                |       | Républicain | Don Bacon                |       | Républicain |
| Nebraska             | 3e district     | Adrian Smith             |       | Républicain | Adrian Smith             |       | Républicain |
| Nevada               | 1er district    | Dina Titus               |       | Démocrate   | Dina Titus               |       | Démocrate   |
| Nevada               | 2e district     | Mark Amodei              |       | Républicain | Mark Amodei              |       | Républicain |
| Nevada               | 3e district     | Susie Lee                |       | Démocrate   | Susie Lee                |       | Démocrate   |
| Nevada               | 4e district     | Steven Horsford          |       | Démocrate   | Steven Horsford          |       | Démocrate   |
| New Hampshire        | 1er district    | Chris Pappas             |       | Démocrate   | Chris Pappas             |       | Démocrate   |
| New Hampshire        | 2e district     | Ann McLane Kuster        |       | Démocrate   | Ann McLane Kuster        |       | Démocrate   |
| New Jersey           | 1er district    | Donald Norcross          |       | Démocrate   | Donald Norcross          |       | Démocrate   |
| New Jersey           | 2e district     | Jeff Van Drew            |       | Républicain | Jeff Van Drew            |       | Républicain |
| New Jersey           | 3e district     | Andy Kim                 |       | Démocrate   | Andy Kim                 |       | Démocrate   |
| New Jersey           | 4e district     | Chris Smith              |       | Républicain | Chris Smith              |       | Républicain |
| New Jersey           | 5e district     | Josh Gottheimer          |       | Démocrate   | Josh Gottheimer          |       | Démocrate   |
| New Jersey           | 6e district     | Frank Pallone            |       | Démocrate   | Frank Pallone            |       | Démocrate   |
| New Jersey           | 7e district     | Tom Malinowski           |       | Démocrate   | Tom Malinowski           |       | Démocrate   |
| New Jersey           | 8e district     | Albio Sires              |       | Démocrate   | Albio Sires              |       | Démocrate   |
| New Jersey           | 9e district     | Bill Pascrell            |       | Démocrate   | Bill Pascrell            |       | Démocrate   |
| New Jersey           | 10e district    | Donald Payne Jr.         |       | Démocrate   | Donald Payne Jr.         |       | Démocrate   |
| New Jersey           | 11e district    | Mikie Sherrill           |       | Démocrate   | Mikie Sherrill           |       | Démocrate   |
| New Jersey           | 12e district    | Bonnie Watson Coleman    |       | Démocrate   | Bonnie Watson Coleman    |       | Démocrate   |
| New York             | 1er district    | Lee Zeldin               |       | Républicain | Lee Zeldin               |       | Républicain |
| New York             | 2e district     | Peter King               |       | Républicain | Andrew Garbarino         |       | Républicain |
| New York             | 3e district     | Tom Suozzi               |       | Démocrate   | Tom Suozzi               |       | Démocrate   |
| New York             | 4e district     | Kathleen Rice            |       | Démocrate   | Kathleen Rice            |       | Démocrate   |
| New York             | 5e district     | Gregory Meeks            |       | Démocrate   | Gregory Meeks            |       | Démocrate   |
| New York             | 6e district     | Grace Meng               |       | Démocrate   | Grace Meng               |       | Démocrate   |
| New York             | 7e district     | Nydia Velázquez          |       | Démocrate   | Nydia Velázquez          |       | Démocrate   |
| New York             | 8e district     | Hakeem Jeffries          |       | Démocrate   | Hakeem Jeffries          |       | Démocrate   |
| New York             | 9e district     | Yvette Clarke            |       | Démocrate   | Yvette Clarke            |       | Démocrate   |
| New York             | 10e district    | Jerrold Nadler           |       | Démocrate   | Jerrold Nadler           |       | Démocrate   |
| New York             | 11e district    | Max Rose                 |       | Démocrate   | Nicole Malliotakis       |       | Républicain |
| New York             | 12e district    | Carolyn Maloney          |       | Démocrate   | Carolyn Maloney          |       | Démocrate   |
| New York             | 13e district    | Adriano Espaillat        |       | Démocrate   | Adriano Espaillat        |       | Démocrate   |
| New York             | 14e district    | Alexandria Ocasio-Cortez |       | Démocrate   | Alexandria Ocasio-Cortez |       | Démocrate   |
| New York             | 15e district    | José Serrano             |       | Démocrate   | Ritchie Torres           |       | Démocrate   |
| New York             | 16e district    | Eliot Engel              |       | Démocrate   | Jamaal Bowman            |       | Démocrate   |
| New York             | 17e district    | Nita Lowey               |       | Démocrate   | Mondaire Jones           |       | Démocrate   |
| New York             | 18e district    | Sean Patrick Maloney     |       | Démocrate   | Sean Patrick Maloney     |       | Démocrate   |
| New York             | 19e district    | Antonio Delgado          |       | Démocrate   | Antonio Delgado          |       | Démocrate   |
| New York             | 20e district    | Paul Tonko               |       | Démocrate   | Paul Tonko               |       | Démocrate   |
| New York             | 21e district    | Elise Stefanik           |       | Républicain | Elise Stefanik           |       | Républicain |
| New York             | 22e district    | Anthony Brindisi         |       | Démocrate   | Claudia Tenney           |       | Républicain |
| New York             | 23e district    | Tom Reed                 |       | Républicain | Tom Reed                 |       | Républicain |
| New York             | 24e district    | John Katko               |       | Républicain | John Katko               |       | Républicain |
| New York             | 25e district    | Joseph Morelle           |       | Démocrate   | Joseph Morelle           |       | Démocrate   |
| New York             | 26e district    | Brian Higgins            |       | Démocrate   | Brian Higgins            |       | Démocrate   |
| New York             | 27e district    | Chris Jacobs             |       | Républicain | Chris Jacobs             |       | Républicain |
| Nouveau-Mexique      | 1er district    | Deb Haaland              |       | Démocrate   | Deb Haaland              |       | Démocrate   |
| Nouveau-Mexique      | 2e district     | Xochitl Torres Small     |       | Démocrate   | Yvette Herrell           |       | Républicain |
| Nouveau-Mexique      | 3e district     | Ben Ray Luján            |       | Démocrate   | Teresa Leger Fernandez   |       | Démocrate   |
| Ohio                 | 1er district    | Steve Chabot             |       | Républicain | Steve Chabot             |       | Républicain |
| Ohio                 | 2e district     | Brad Wenstrup            |       | Républicain | Brad Wenstrup            |       | Républicain |
| Ohio                 | 3e district     | Joyce Beatty             |       | Démocrate   | Joyce Beatty             |       | Démocrate   |
| Ohio                 | 4e district     | Jim Jordan               |       | Républicain | Jim Jordan               |       | Républicain |
| Ohio                 | 5e district     | Bob Latta                |       | Républicain | Bob Latta                |       | Républicain |
| Ohio                 | 6e district     | Bill Johnson             |       | Républicain | Bill Johnson             |       | Républicain |
| Ohio                 | 7e district     | Bob Gibbs                |       | Républicain | Bob Gibbs                |       | Républicain |
| Ohio                 | 8e district     | Warren Davidson          |       | Républicain | Warren Davidson          |       | Républicain |
| Ohio                 | 9e district     | Marcy Kaptur             |       | Démocrate   | Marcy Kaptur             |       | Démocrate   |
| Ohio                 | 10e district    | Mike Turner              |       | Républicain | Mike Turner              |       | Républicain |
| Ohio                 | 11e district    | Marcia Fudge             |       | Démocrate   | Marcia Fudge             |       | Démocrate   |
| Ohio                 | 12e district    | Troy Balderson           |       | Républicain | Troy Balderson           |       | Républicain |
| Ohio                 | 13e district    | Tim Ryan                 |       | Démocrate   | Tim Ryan                 |       | Démocrate   |
| Ohio                 | 14e district    | David Joyce              |       | Républicain | David Joyce              |       | Républicain |
| Ohio                 | 15e district    | Steven Stivers           |       | Républicain | Steven Stivers           |       | Républicain |
| Ohio                 | 16e district    | Anthony Gonzalez         |       | Républicain | Anthony Gonzalez         |       | Républicain |
| Oklahoma             | 1er district    | Kevin Hern               |       | Républicain | Kevin Hern               |       | Républicain |
| Oklahoma             | 2e district     | Markwayne Mullin         |       | Républicain | Markwayne Mullin         |       | Républicain |
| Oklahoma             | 3e district     | Frank Lucas              |       | Républicain | Frank Lucas              |       | Républicain |
| Oklahoma             | 4e district     | Tom Cole                 |       | Républicain | Tom Cole                 |       | Républicain |
| Oklahoma             | 5e district     | Kendra Horn              |       | Démocrate   | Stephanie Bice           |       | Républicain |
| Oregon               | 1er district    | Suzanne Bonamici         |       | Démocrate   | Suzanne Bonamici         |       | Démocrate   |
| Oregon               | 2e district     | Greg Walden              |       | Républicain | Cliff Bentz              |       | Républicain |
| Oregon               | 3e district     | Earl Blumenauer          |       | Démocrate   | Earl Blumenauer          |       | Démocrate   |
| Oregon               | 4e district     | Peter DeFazio            |       | Démocrate   | Peter DeFazio            |       | Démocrate   |
| Oregon               | 5e district     | Kurt Schrader            |       | Démocrate   | Kurt Schrader            |       | Démocrate   |
| Pennsylvanie         | 1er district    | Brian Fitzpatrick        |       | Républicain | Brian Fitzpatrick        |       | Républicain |
| Pennsylvanie         | 2e district     | Brendan Boyle            |       | Démocrate   | Brendan Boyle            |       | Démocrate   |
| Pennsylvanie         | 3e district     | Dwight Evans             |       | Démocrate   | Dwight Evans             |       | Démocrate   |
| Pennsylvanie         | 4e district     | Madeleine Dean           |       | Démocrate   | Madeleine Dean           |       | Démocrate   |
| Pennsylvanie         | 5e district     | Mary Scanlon             |       | Démocrate   | Mary Scanlon             |       | Démocrate   |
| Pennsylvanie         | 6e district     | Chrissy Houlahan         |       | Démocrate   | Chrissy Houlahan         |       | Démocrate   |
| Pennsylvanie         | 7e district     | Susan Wild               |       | Démocrate   | Susan Wild               |       | Démocrate   |
| Pennsylvanie         | 8e district     | Matt Cartwright          |       | Démocrate   | Matt Cartwright          |       | Démocrate   |
| Pennsylvanie         | 9e district     | Dan Meuser               |       | Républicain | Dan Meuser               |       | Républicain |
| Pennsylvanie         | 10e district    | Scott Perry              |       | Républicain | Scott Perry              |       | Républicain |
| Pennsylvanie         | 11e district    | Lloyd Smucker            |       | Républicain | Lloyd Smucker            |       | Républicain |
| Pennsylvanie         | 12e district    | Fred Keller              |       | Républicain | Fred Keller              |       | Républicain |
| Pennsylvanie         | 13e district    | John Joyce               |       | Républicain | John Joyce               |       | Républicain |
| Pennsylvanie         | 14e district    | Guy Reschenthaler        |       | Républicain | Guy Reschenthaler        |       | Républicain |
| Pennsylvanie         | 15e district    | Glenn Thompson           |       | Républicain | Glenn Thompson           |       | Républicain |
| Pennsylvanie         | 16e district    | Mike Kelly               |       | Républicain | Mike Kelly               |       | Républicain |
| Pennsylvanie         | 17e district    | Conor Lamb               |       | Démocrate   | Conor Lamb               |       | Démocrate   |
| Pennsylvanie         | 18e district    | Mike Doyle               |       | Démocrate   | Mike Doyle               |       | Démocrate   |
| Rhode Island         | 1er district    | David Cicilline          |       | Démocrate   | David Cicilline          |       | Démocrate   |
| Rhode Island         | 2e district     | James Langevin           |       | Démocrate   | James Langevin           |       | Démocrate   |
| Tennessee            | 1er district    | Phil Roe                 |       | Républicain | Diana Harshbarger        |       | Républicain |
| Tennessee            | 2e district     | Tim Burchett             |       | Républicain | Tim Burchett             |       | Républicain |
| Tennessee            | 3e district     | Chuck Fleischmann        |       | Républicain | Chuck Fleischmann        |       | Républicain |
| Tennessee            | 4e district     | Scott DesJarlais         |       | Républicain | Scott DesJarlais         |       | Républicain |
| Tennessee            | 5e district     | Jim Cooper               |       | Démocrate   | Jim Cooper               |       | Démocrate   |
| Tennessee            | 6e district     | John Rose                |       | Républicain | John Rose                |       | Républicain |
| Tennessee            | 7e district     | Mark Green               |       | Républicain | Mark Green               |       | Républicain |
| Tennessee            | 8e district     | David Kustoff            |       | Républicain | David Kustoff            |       | Républicain |
| Tennessee            | 9e district     | Steve Cohen              |       | Démocrate   | Steve Cohen              |       | Démocrate   |
| Texas                | 1er district    | Louie Gohmert            |       | Républicain | Louie Gohmert            |       | Républicain |
| Texas                | 2e district     | Dan Crenshaw             |       | Républicain | Dan Crenshaw             |       | Républicain |
| Texas                | 3e district     | Van Taylor               |       | Républicain | Van Taylor               |       | Républicain |
| Texas                | 4e district     | John Ratcliffe           |       | Républicain | Pat Fallon               |       | Républicain |
| Texas                | 5e district     | Lance Gooden             |       | Républicain | Lance Gooden             |       | Républicain |
| Texas                | 6e district     | Ron Wright               |       | Républicain | Ron Wright               |       | Républicain |
| Texas                | 7e district     | Lizzie Fletcher          |       | Démocrate   | Lizzie Fletcher          |       | Démocrate   |
| Texas                | 8e district     | Kevin Brady              |       | Républicain | Kevin Brady              |       | Républicain |
| Texas                | 9e district     | Al Green                 |       | Démocrate   | Al Green                 |       | Démocrate   |
| Texas                | 10e district    | Michael McCaul           |       | Républicain | Michael McCaul           |       | Républicain |
| Texas                | 11e district    | Mike Conaway             |       | Républicain | August Pfluger           |       | Républicain |
| Texas                | 12e district    | Kay Granger              |       | Républicain | Kay Granger              |       | Républicain |
| Texas                | 13e district    | Mac Thornberry           |       | Républicain | Ronny Jackson            |       | Républicain |
| Texas                | 14e district    | Randy Weber              |       | Républicain | Randy Weber              |       | Républicain |
| Texas                | 15e district    | Vicente Gonzalez         |       | Démocrate   | Vicente Gonzalez         |       | Démocrate   |
| Texas                | 16e district    | Veronica Escobar         |       | Démocrate   | Veronica Escobar         |       | Démocrate   |
| Texas                | 17e district    | Bill Flores              |       | Républicain | Pete Sessions            |       | Républicain |
| Texas                | 18e district    | Sheila Jackson Lee       |       | Démocrate   | Sheila Jackson Lee       |       | Démocrate   |
| Texas                | 19e district    | Jodey Arrington          |       | Républicain | Jodey Arrington          |       | Républicain |
| Texas                | 20e district    | Joaquín Castro           |       | Démocrate   | Joaquín Castro           |       | Démocrate   |
| Texas                | 21e district    | Chip Roy                 |       | Républicain | Chip Roy                 |       | Républicain |
| Texas                | 22e district    | Pete Olson               |       | Républicain | Troy Nehls               |       | Républicain |
| Texas                | 23e district    | Will Hurd                |       | Républicain | Tony Gonzales            |       | Républicain |
| Texas                | 24e district    | Kenny Marchant           |       | Républicain | Beth Van Duyne           |       | Républicain |
| Texas                | 25e district    | Roger Williams           |       | Républicain | Roger Williams           |       | Républicain |
| Texas                | 26e district    | Michael Burgess          |       | Républicain | Michael Burgess          |       | Républicain |
| Texas                | 27e district    | Michael Cloud            |       | Républicain | Michael Cloud            |       | Républicain |
| Texas                | 28e district    | Henry Cuellar            |       | Démocrate   | Henry Cuellar            |       | Démocrate   |
| Texas                | 29e district    | Sylvia Garcia            |       | Démocrate   | Sylvia Garcia            |       | Démocrate   |
| Texas                | 30e district    | Eddie Bernice Johnson    |       | Démocrate   | Eddie Bernice Johnson    |       | Démocrate   |
| Texas                | 31e district    | John Carter              |       | Républicain | John Carter              |       | Républicain |
| Texas                | 32e district    | Colin Allred             |       | Démocrate   | Colin Allred             |       | Démocrate   |
| Texas                | 33e district    | Marc Veasey              |       | Démocrate   | Marc Veasey              |       | Démocrate   |
| Texas                | 34e district    | Filemon Vela             |       | Démocrate   | Filemon Vela             |       | Démocrate   |
| Texas                | 35e district    | Lloyd Doggett            |       | Démocrate   | Lloyd Doggett            |       | Démocrate   |
| Texas                | 36e district    | Brian Babin              |       | Républicain | Brian Babin              |       | Républicain |
| Utah                 | 1er district    | Rob Bishop               |       | Républicain | Blake Moore              |       | Républicain |
| Utah                 | 2e district     | Chris Stewart            |       | Républicain | Chris Stewart            |       | Républicain |
| Utah                 | 3e district     | John Curtis              |       | Républicain | John Curtis              |       | Républicain |
| Utah                 | 4e district     | Ben McAdams              |       | Démocrate   | Burgess Owens            |       | Républicain |
| Vermont              | District unique | Peter Welch              |       | Démocrate   | Peter Welch              |       | Démocrate   |
| Virginie             | 1er district    | Rob Wittman              |       | Républicain | Rob Wittman              |       | Républicain |
| Virginie             | 2e district     | Elaine Luria             |       | Démocrate   | Elaine Luria             |       | Démocrate   |
| Virginie             | 3e district     | Bobby Scott              |       | Démocrate   | Bobby Scott              |       | Démocrate   |
| Virginie             | 4e district     | Donald McEachin          |       | Démocrate   | Donald McEachin          |       | Démocrate   |
| Virginie             | 5e district     | Denver Riggleman         |       | Républicain | Bob Good                 |       | Républicain |
| Virginie             | 6e district     | Ben Cline                |       | Républicain | Ben Cline                |       | Républicain |
| Virginie             | 7e district     | Abigail Spanberger       |       | Démocrate   | Abigail Spanberger       |       | Démocrate   |
| Virginie             | 8e district     | Don Beyer                |       | Démocrate   | Don Beyer                |       | Démocrate   |
| Virginie             | 9e district     | Morgan Griffith          |       | Républicain | Morgan Griffith          |       | Républicain |
| Virginie             | 10e district    | Jennifer Wexton          |       | Démocrate   | Jennifer Wexton          |       | Démocrate   |
| Virginie             | 11e district    | Gerry Connolly           |       | Démocrate   | Gerry Connolly           |       | Démocrate   |
| Virginie-Occidentale | 1er district    | David McKinley           |       | Républicain | David McKinley           |       | Républicain |
| Virginie-Occidentale | 2e district     | Alex Mooney              |       | Républicain | Alex Mooney              |       | Républicain |
| Virginie-Occidentale | 3e district     | Carol Miller             |       | Républicain | Carol Miller             |       | Républicain |
| Washington           | 1er district    | Suzan DelBene            |       | Démocrate   | Suzan DelBene            |       | Démocrate   |
| Washington           | 2e district     | Rick Larsen              |       | Démocrate   | Rick Larsen              |       | Démocrate   |
| Washington           | 3e district     | Jaime Herrera Beutler    |       | Républicain | Jaime Herrera Beutler    |       | Républicain |
| Washington           | 4e district     | Dan Newhouse             |       | Républicain | Dan Newhouse             |       | Républicain |
| Washington           | 5e district     | Cathy McMorris Rodgers   |       | Républicain | Cathy McMorris Rodgers   |       | Républicain |
| Washington           | 6e district     | Derek Kilmer             |       | Démocrate   | Derek Kilmer             |       | Démocrate   |
| Washington           | 7e district     | Pramila Jayapal          |       | Démocrate   | Pramila Jayapal          |       | Démocrate   |
| Washington           | 8e district     | Kim Schrier              |       | Démocrate   | Kim Schrier              |       | Démocrate   |
| Washington           | 9e district     | Adam Smith               |       | Démocrate   | Adam Smith               |       | Démocrate   |
| Washington           | 10e district    | Dennis Heck              |       | Démocrate   | Marilyn Strickland       |       | Démocrate   |
| Wisconsin            | 1er district    | Bryan Steil              |       | Républicain | Bryan Steil              |       | Républicain |
| Wisconsin            | 2e district     | Mark Pocan               |       | Démocrate   | Mark Pocan               |       | Démocrate   |
| Wisconsin            | 3e district     | Ron Kind                 |       | Démocrate   | Ron Kind                 |       | Démocrate   |
| Wisconsin            | 4e district     | Gwen Moore               |       | Démocrate   | Gwen Moore               |       | Démocrate   |
| Wisconsin            | 5e district     | Jim Sensenbrenner        |       | Républicain | Scott Fitzgerald         |       | Républicain |
| Wisconsin            | 6e district     | Glenn Grothman           |       | Républicain | Glenn Grothman           |       | Républicain |
| Wisconsin            | 7e district     | Tom Tiffany              |       | Républicain | Tom Tiffany              |       | Républicain |
| Wisconsin            | 8e district     | Mike Gallagher           |       | Républicain | Mike Gallagher           |       | Républicain |
| Wyoming              | District unique | Liz Cheney               |       | Républicain | Liz Cheney               |       | Républicain |

### Par territoire non incorporé
Un second tour a lieu le 17 novembre pour le délégué de Guam.
| Territoire                  | Délégué sortant         | Parti | Parti       | Délégué élu             | Parti | Parti       |
| --------------------------- | ----------------------- | ----- | ----------- | ----------------------- | ----- | ----------- |
| Guam                        | Michael San Nicolas     |       | Démocrate   | Michael San Nicolas     |       | Démocrate   |
| Îles Mariannes du Nord      | Gregorio Sablan         |       | Indépendant | Gregorio Sablan         |       | Indépendant |
| Îles Vierges des États-Unis | Stacey Plaskett         |       | Démocrate   | Stacey Plaskett         |       | Démocrate   |
| Porto Rico                  | Jenniffer González      |       | NPP         | Jenniffer González      |       | NPP         |
| Samoa américaines           | Amata Coleman Radewagen |       | Républicain | Amata Coleman Radewagen |       | Républicain |
| Washington D.C.             | Eleanor Holmes Norton   |       | Démocrate   | Eleanor Holmes Norton   |       | Démocrate   |